# Birds of a Feather
«Birds of a Feather» es una canción de la cantautora estadounidense Billie Eilish. Fue enviada a la Contemporary hit radio de EE. UU. el 2 de julio de 2024 por de Darkroom e Interscope Records como el segundo sencillo de su tercer álbum de estudio Hit Me Hard and Soft. La canción explora temas de amor profundo y el deseo de una conexión duradera.
La canción fue nominada a grabación y canción del año, como también en la categoría de mejor interpretación pop solista en los premios Grammys. 

## Antecedentes y lanzamiento
La canción fue mostrada por primera vez el 13 de mayo de 2024, en el avance de la tercera temporada de la serie de Netflix Heartstopper.Fue una de las tres canciones presentadas antes del lanzamiento del álbum.  En una entrevista con Apple Music, Eilish reveló que la canción contiene el cinturón más alto de su carrera.
Oficialmente se lanzó como sencillo el 17 de mayo de 2024.

## Composición
Descrito como un "jam neo-new-wave alegre", «Birds of a Feather» toma prestado su título del proverbio inglés "Birds of a feather flock together". En un tono "emocionalmente vulnerable", Eilish canta sobre enamorarse de una persona con la que quiere "permanecer unida". El amor por su pareja la lleva hasta las lágrimas y le ruega a su amante que nunca termine su relación. 

## Rendimiento comercial
Tras el lanzamiento de Hit Me Hard and Soft, «Birds of a Feather» debutó en el puesto número 13 en la lista Billboard Hot 100, fue el tercer debut más alto del álbum después de «Chihiro» y el sencillo principal del álbum «Lunch» en la semana del 1 de junio de 2024. En su cuarta semana, saltó al noveno lugar en la lista, convirtiéndose en su posición más alta. Debido al buen desempeño, «Birds of a Feather» fue lanzado el 2 de julio como el segundo sencillo del álbum. En su duodécima semana en el Hot 100, «Birds of a Feather» alcanzó un nuevo pico en el número siete, mientras ascendía al número uno en las listas multimétricas Hot Rock & Alternative Songs y Hot Alternative Songs.
En el Reino Unido, el tema debutó en el número nueve en el UK Singles Chart durante la semana del lanzamiento del álbum. El tercer debut más alto después de «Chihiro» con el siete y «Lunch» en el segundo lugar. Tras su creciente popularidad, la canción alcanzó su punto máximo, el número dos en la lista de sencillos del Reino Unido.
Por otra parte, la canción encabezó las listas en Islandia, y entró a los diez primeros lugares en las listas de Australia, Canadá, República Checa, India, Indonesia, Irlanda, Letonia, Lituania, Luxemburgo, Filipinas, Portugal, Arabia Saudita, Singapur y Suiza.

## Posicionamiento en las listas

### Semanal
| lista (2024)                                  | posición |
| --------------------------------------------- | -------- |
| Australia (ARIA)                              | 2        |
| Austria (Ö3 Austria Top 40)                   | 14       |
| Bélgica (Flandes) (Ultratop 50)               | 21       |
| Bélgica (Valonia) (Ultratop 50)               | 38       |
| Brasil (Brasil Hot 100)                       | 32       |
| Canadá (Canadian Hot 100)                     | 7        |
| Canadá (CHR/Top 40)                           | 14       |
| Canadá (Hot AC)                               | 17       |
| Colombia Anglo (National-Report)              | 3        |
| Croacia Songs (Billboard)                     | 18       |
| Croacia (HRT)                                 | 10       |
| República Checa (Singles Digitál Top 100)     | 7        |
| Dinamarca (Tracklisten)                       | 9        |
| Estonia Airplay (TopHit)                      | 13       |
| Finlandia (OFC)                               | 28       |
| Francia (SNEP)                                | 29       |
| Alemania (Offizielle Deutsche Charts)         | 23       |
| Global 200 (Billboard)                        | 1        |
| Grecia International (IFPI)                   | 4        |
| Hong Kong Songs (Billboard)                   | 21       |
| Hungría (Single Top 40)                       | 36       |
| Islandia (Plötutíðindi)                       | 1        |
| India India International (IMI)               | 9        |
| Indonesia (Billboard)                         | 2        |
| Irlanda (IRMA)                                | 3        |
| Italia (FIMI)                                 | 63       |
| Japón Hot Overseas (Billboard Japan)          | 6        |
| Letonia (LAIPA)                               | 3        |
| Letonia Airplay (LAIPA)                       | 15       |
| Lebanon (Lebanese Top 20)                     | 5        |
| Lithuania (AGATA)                             | 1        |
| Luxembourg (Billboard)                        | 5        |
| Malaysia (Billboard)                          | 1        |
| Malaysia International (RIM)                  | 1        |
| MENA (IFPI)                                   | 2        |
| Países Bajos (Dutch Top 40)                   | 24       |
| Países Bajos (Mega Single Top 100)            | 13       |
| New Zealand (Recorded Music NZ)               | 1        |
| Norway (VG-lista)                             | 7        |
| Philippines Hot 100 (Billboard)               | 2        |
| Poland (Polish Airplay Top 100)               | 17       |
| Poland (Polish Streaming Top 100)             | 17       |
| Portugal (AFP)                                | 4        |
| Rusia (TopHit)                                | 3        |
| Rusia Airplay (TopHit)                        | 88       |
| Arabia Saudí (IFPI)                           | 7        |
| Singapur (RIAS)                               | 1        |
| Eslovaquia (Singles Digitál Top 100)          | 11       |
| Corea del Sur BGM (Circle)                    | 182      |
| Corea del Sur Download (Circle)               | 139      |
| España (Top 100 Canciones)                    | 42       |
| Sweden (Sverigetopplistan)                    | 10       |
| Suiza (Schweizer Hitparade)                   | 6        |
| Taiwán (Billboard)                            | 16       |
| UAE (IFPI)                                    | 2        |
| Reino Unido (UK Singles Chart)                | 2        |
| Estados Unidos (Billboard Hot 100)            | 2        |
| Estados Unidos (Adult Top 40)                 | 16       |
| Estados Unidos (Dance/Mix Show Airplay)       | 32       |
| US Hot Alternative Songs (Billboard)          | 1        |
| Estados Unidos (Hot Rock & Alternative Songs) | 1        |
| Estados Unidos (Mainstream Top 40)            | 8        |
| Venezuela (Venezuela Anglo)                   | 4        |

## Historial de versiones
| Región         | Fecha               | Formato                | Etiqueta(s)         | Ref.         |
| -------------- | ------------------- | ---------------------- | ------------------- | ------------ |
| Estados Unidos | 2 de julio de 2024  | Contemporary hit radio | Darkroom Imterscope | [ 73 ] [ 7 ] |
| Italia         | 2 de agosto de 2024 | Radio airplay          | EMI                 | [ 74 ]       |